# Benjamin Stambouli
Benjamin Stambouli (Marseille, 1990. augusztus 13. –) francia labdarúgó, a török Adana Demirspor játékosa. Édesapja, Henri Stambouli egykori játékos, majd edző, nagyapja az egykori edző Gérard Banide.

## Pályafutása

### Montpellier
2010. március 3-án írta alá első profi szerződését, mikor három évre elkötelezte magát a Montpellier HSC-hez. A 2011-12 szezonban Stambouli 26 bajnokin lépett pályára a klub történelmi, első bajnoki címét hozó idényében. A 2013-14-es szezonban a lehetséges 38 bajnokiból 37 alkalommal pályára lépett és megválasztották csapatkapitány helyettesnek a brazil Hilton mögött.

### Tottenham Hotspur
2014. szeptember 1-én hivatalosan is bejelentették, hogy a Tottenham Hotspur szerződtette, akkor hírek szerint 4.700.000 euróért. November 27-én, egy FK Partizan elleni Európa-liga mérkőzésen szerezte az első gólját a klub színeiben. Bár a Ligakupa-sorozat minden mérkőzésén pályára lépett, a Chelsea elleni fináléban nem kapott lehetőséget, csapata nélküle is 2-0-s győzelmet aratott. A következő szezon első felében egyre kevesebb lehetőséghez jutott, az őszi szezonban mindössze 12 bajnokin kapott szerepet.

### Paris Saint-Germain
2015. július 20-án Laurent Blanc megerősítette, hogy 6.000.000 euróért megszerezték Stambouli játékjogát. Augusztus 1-én mutatkozott be a PSG-ben a 2015-ös Szuperkupa mérkőzésen, Marco Verratti helyére állt be az utolsó 20 percben.

### Schalke 04
Mindössze egy szezont töltött a párizsiaknál, 2016. augusztus 26-án négy évre aláírt a német Schalke 04-hez. Szeptember 9-én debütált a Bayern München ellen 2–0-ra elvesztett bajnoki mérkőzésen. 2020. augusztus 4-én meghosszabbította szerződését 2023 nyaráig.

### Adana Demirspor
2021. július 26-án a török Adana Demirspor csapatához írt alá két évre.

## Statisztika

### Klub
| Club              | Szezon           | Bajnokság        | Bajnokság     | Bajnokság | Kupa          | Kupa  | Ligakupa      | Ligakupa | Nemzetközi kupa | Nemzetközi kupa | Egyéb         | Egyéb | Összesen      | Összesen |
| Club              | Szezon           | Bajnokság        | Pályára lépés | Gólok     | Pályára lépés | Gólok | Pályára lépés | Gólok    | Pályára lépés   | Gólok           | Pályára lépés | Gólok | Pályára lépés | Gólok    |
| ----------------- | ---------------- | ---------------- | ------------- | --------- | ------------- | ----- | ------------- | -------- | --------------- | --------------- | ------------- | ----- | ------------- | -------- |
| Montpellier       | 2010–11          | Ligue 1          | 26            | 0         | 1             | 0     | 3             | 0        | 1               | 0               | —             | —     | 31            | 0        |
| Montpellier       | 2011–12          | Ligue 1          | 26            | 0         | 3             | 0     | —             | —        | —               | —               | —             | —     | 29            | 0        |
| Montpellier       | 2012–13          | Ligue 1          | 21            | 1         | —             | —     | 1             | 0        | 4               | 0               | 1             | 0     | 27            | 1        |
| Montpellier       | 2013–14          | Ligue 1          | 37            | 2         | 3             | 0     | 1             | 1        | —               | —               | —             | —     | 41            | 3        |
| Montpellier       | 2014–15          | Ligue 1          | 2             | 0         | —             | —     | —             | —        | —               | —               | —             | —     | 2             | 0        |
| Montpellier       | Összesen         | Összesen         | 112           | 3         | 7             | 0     | 5             | 1        | 5               | 0               | 1             | 0     | 130           | 4        |
| Tottenham Hotspur | 2014–15          | Premier League   | 12            | 0         | 2             | 0     | 5             | 0        | 6               | 1               | —             | —     | 25            | 1        |
| Paris St. Germain | 2015–16          | Ligue 1          | 27            | 0         | 6             | 0     | 3             | 0        | 2               | 0               | 1             | 0     | 39            | 0        |
| Paris St. Germain | 2016–17          | Ligue 1          | 0             | 0         | 0             | 0     | 0             | 0        | 0               | 0               | 1             | 0     | 1             | 0        |
| Paris St. Germain | Összesen         | Összesen         | 27            | 0         | 6             | 0     | 3             | 0        | 2               | 0               | 2             | 0     | 40            | 0        |
| Schalke           | 2016–17          | Bundesliga       | 11            | 0         | 1             | 0     | —             | —        | 6               | 0               | —             | —     | 18            | 0        |
| Schalke           | Összesen         | Összesen         | 11            | 0         | 1             | 0     | —             | —        | 6               | 0               | —             | —     | 18            | 0        |
| Karrier összesen  | Karrier összesen | Karrier összesen | 162           | 3         | 16            | 0     | 13            | 1        | 19              | 1               | 3             | 0     | 213           | 5        |

## Sikerei, díjai

### Klub
Montpellier
- Ligue 1: 2011–12

Paris Saint-Germain
- Ligue 1: 2015–16
- Coupe de France: 2015–16
- Coupe de la Ligue: 2015–16
- Trophée des Champions: 2015, 2016